# Hemistola pomona
Hemistola pomona là một loài bướm đêm trong họ Geometridae.